# Alexey Venetsianov

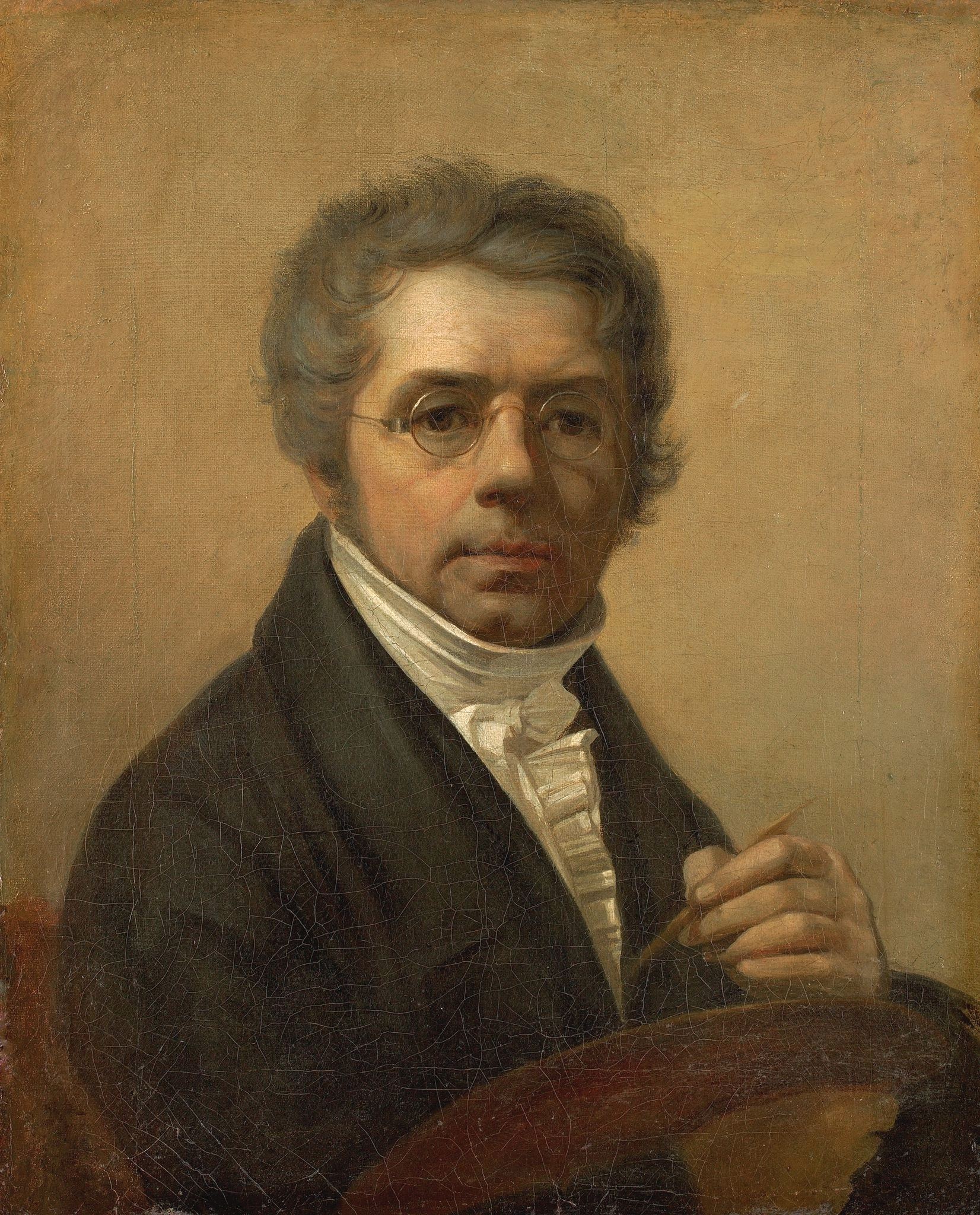
Autorretrato (1811)

Alexey Gavrilovich Venetsianov (em russo: Алексей Гаврилович Венецианов; 18 de fevereiro de 1780 – 4 de janeiro de 1847)  foi um pintor russo, famoso por suas pinturas sobre à vida dos camponeses e pessoas comuns.

Em 1820, Venetsianov se estabeleceu na  Província de Tver afim de observar e estudar a vida campesina para registrá-la em suas obras. Foi um dos primeiros artistas russos a trabalhar suas obras em cima da vida rural e dos camponeses.